# Slemenice
Slemenice falu Horvátországban, Muraköz megyében. Közigazgatásilag Csáktornyához tartozik.

## Fekvése
Csáktornya központjától 6 km-re északra fekszik.

## Története
A település Nyírvölgy külterületi lakott része volt. Településrészként is csak 1900-tól jelenik meg. A trianoni békeszerződésig Zala vármegye Csáktornyai járásához tartozott, majd a délszláv állam része lett. 1941 és 1945 között újra Magyarországhoz tartozott. A 20. században végig Nyírvölgy része volt. 2001-ben jelenik meg először, mint Csáktornyához tartozó falu, ekkor 218 lakosa volt.

## Külső hivatkozások
- Csáktornya város hivatalos oldala
- A Horvát Statisztikai Hivatal honlapja Archiválva 2011. november 16-i dátummal a Wayback Machine-ben